# Výskyt
Výskyt je rybník o rozloze cca 4 ha, který se nachází v lesích na jihovýchodě Hradce Králové v katastru Nového Hradce Králové. Leží na toku Stříbrného potoka nedaleko hájovny „U Dvou šraňků“.

## Název
Neobvyklý název rybníka pochází pravděpodobně ze staroslovanského slova „výskyď“, které vzniklo ze slovesa „skydnúť sa“ (padnout). Výskyď jsou kořeny vystouplé z padlých stromů (tedy vývraty) po jejich skydnutí (padnutí).

## Historie
Jedná se o jeden z nejstarších dosud existujících rybníků v okolí Hradce Králové. Rok jeho vzniku není znám, ale první zmínky v kronikách pocházejí již z 15. století. Podobně jako ostatní rybníky v okolí Hradce Králové, i Výskyt byl ke konci 18. století, roku 1785, vysušen a zalesněn. Na konci 19. století byl opět obnoven. V letech 1937–1938 dal tehdejší lesní rada ing. Lázňovský postavit na hrázi rybníka lovecký srub. Dále v lese se dříve nacházela i rekreační chata. V roce 1992 byl rybník odbahněn, v roce 1998 byla po povodni opravena jeho hráz.

## Současnost
V současnosti je Výskyt, podobně jako ostatní královéhradecké rybníky, pod správou společnosti Městské lesy Hradec Králové, a.s. Původní srub byl kvůli dále neudržitelnému špatnému stavu roku 2012 zbourán a na jeho místě byla vystavena skromnější chata, která je pronajímána i zájemcům z řad veřejnosti. U rybníka se nachází kryté ohniště s altánem a po jeho hrázi vede červená turistická trasa vedoucí z Nového Hradce do Týniště nad Orlicí. K rybníku také vede dětská naučná stezka „Pohádková stezka“.

## Příroda
Rybník Výskyt a jeho okolí je přírodovědně významnou lokalitou. V litorálu a na jeho březích se nacházejí mokřadní až zrašelinělá společenstva. Zvláště cenná je bažinná olšina pod hrází rybníka. Rybník je evidován jako významný krajinný prvek, správa v ochraně přírody je zajišťována Magistrátem města Hradec Králové.
Podrobný výčet přírodních druhů lze najít v publikaci Přírodovědně významné lokality Královéhradeckých lesů, kterou vydal podnik Městské lesy Hradec Králové ve spolupráci s Univerzitou Hradec Králové.

## Galerie

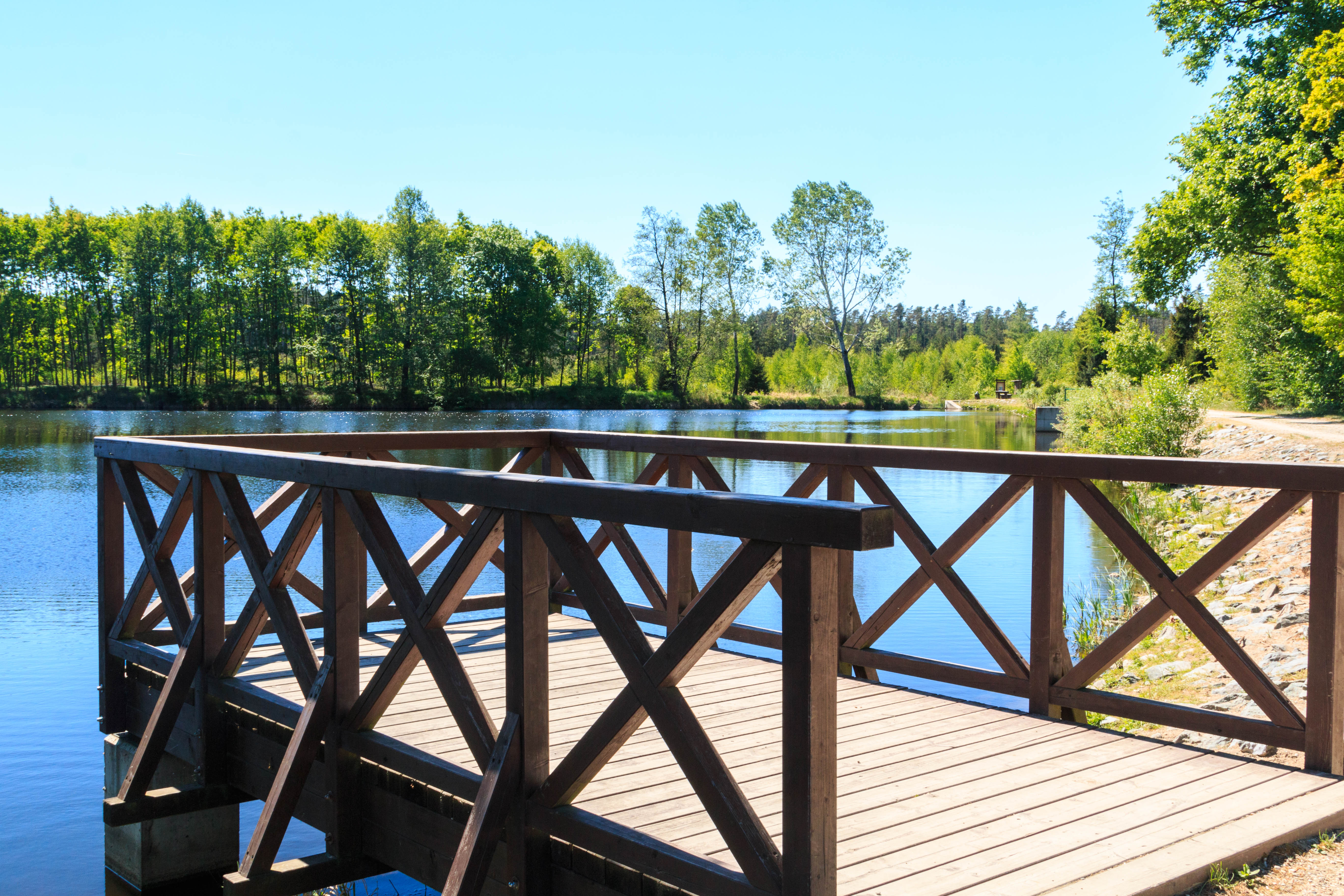
pohled na rybník Výskyt
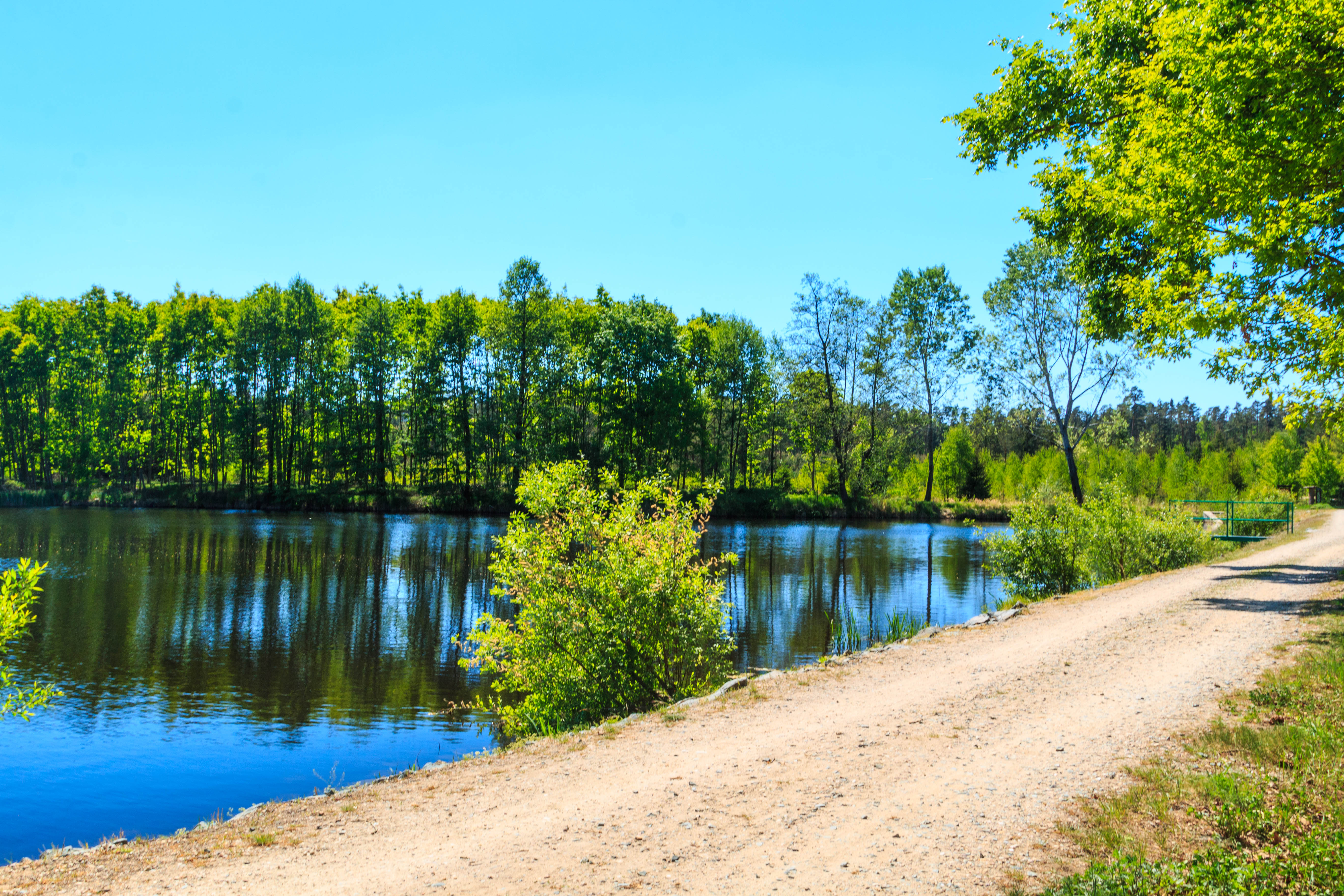
pohled na rybník Výskyt
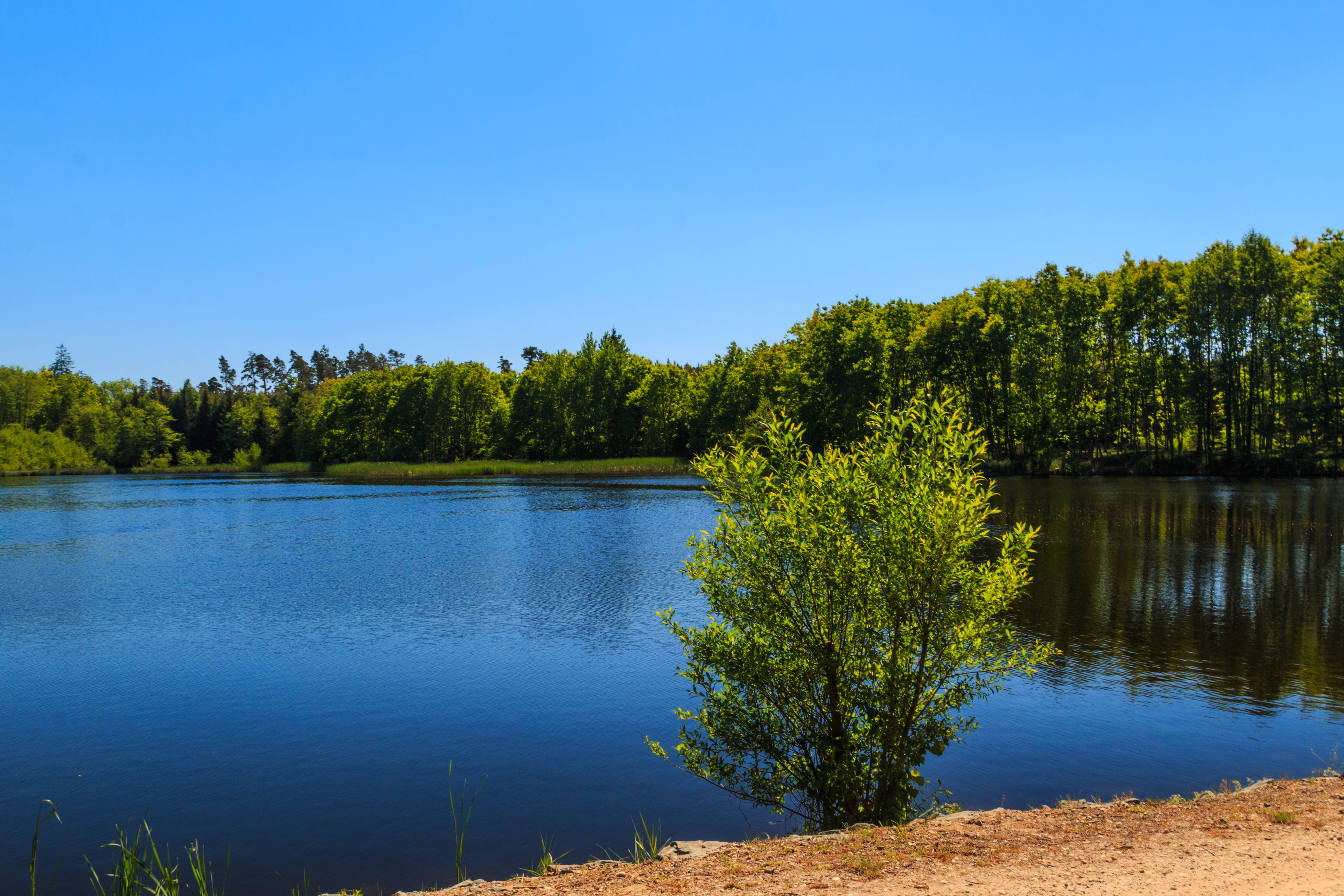
pohled na rybník Výskyt
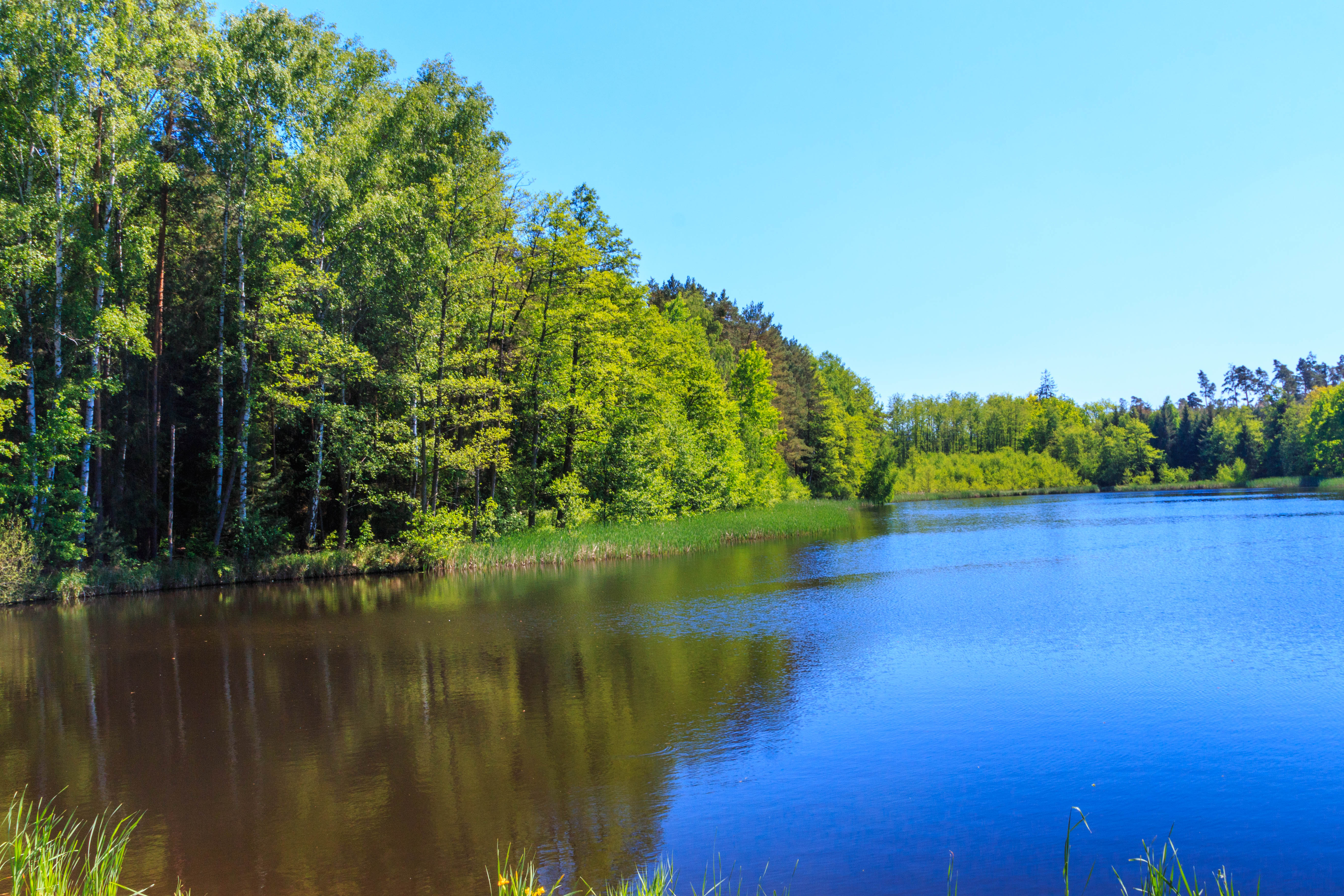
pohled na rybník Výskyt